# Campagna di Crécy
La campagna di Crécy fu una serie di grandi incursioni (dette chevauchée) condotte dal Regno d'Inghilterra in tutta la Francia settentrionale nel 1346 che devastarono la campagna francese su un ampio fronte e culminarono nella battaglia di Crécy. La campagna rientra nella guerra dei cent'anni.
La campagna iniziò il 12 luglio 1346, quando le truppe inglesi sbarcarono in Normandia, e si concluse il 3 agosto 1347, con la capitolazione di Calais. L'esercito inglese era guidato dal re Edoardo III, mentre quello francese dal re Filippo VI.
Edoardo era sotto pressione da parte del parlamento inglese affinché ponesse fine alla guerra tramite negoziati o con una vittoria. Mentre le sue forze si radunavano, Edoardo vacillò su dove sarebbe atterrato in Francia. Alla fine decise di salpare per la Guascogna, per soccorrere il duca di Lancaster, che stava affrontando il principale esercito francese, molto più numeroso. Ostacolato da venti contrari, Edoardo fece invece un atterraggio a sorpresa nella parte più vicina della Francia, la penisola settentrionale del Cotentin.
Gli inglesi devastarono gran parte della Normandia e presero d'assalto Caen, saccheggiandola e massacrando la popolazione. Fecero poi scorrerie nei sobborghi di Rouen prima di tagliare una fascia lungo la riva sinistra della Senna fino a Poissy, a 20 miglia (32 km) da Parigi. Svoltando a nord, gli inglesi rimasero intrappolati in un territorio che i francesi avevano privato del cibo. Sono fuggiti combattendo a Blanchetaque attraverso un guado nel fiume Somme contro una forza di blocco francese. Due giorni dopo, su un terreno di loro scelta, gli inglesi inflissero una pesante sconfitta ai francesi nella battaglia di Crécy il 26 agosto 1346, prima di passare all'assedio di Calais. Dopo un assedio durato undici mesi, che mise a dura prova le risorse finanziarie e militari di entrambi i paesi, la città cadde.
Poco dopo fu concordata la tregua di Calais; durò nove mesi fino al 7 luglio 1348, ma venne ampliato più volte nel corso degli anni fino a quando venne formalmente accantonato nel 1355. I combattimenti continuarono durante la tregua, ma non nella stessa misura del periodo chevauchée. Calais servì come portofranco inglese nel nord della Francia per oltre duecento anni.

## Contesto

### Legami inglesi in Francia

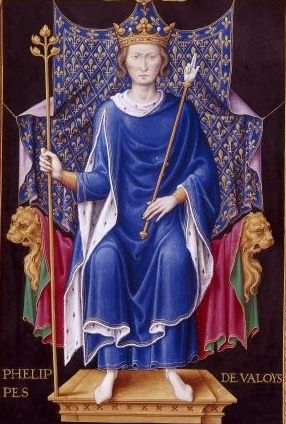
Filippo VI di Francia

Sin dalla conquista normanna del 1066, i monarchi inglesi avevano detenuto titoli e terre in Francia, il cui possesso li rendeva vassalli dei re di Francia. La condizione dei feudi francesi del re inglese fu una delle principali fonti di conflitto tra le due monarchie durante tutto il Medioevo. I monarchi francesi cercarono sistematicamente di controllare la crescita del potere inglese, strappando via le terre quando se ne presentò l'occasione. Nel corso dei secoli, i possedimenti inglesi in Francia avevano variato di dimensioni, ma nel 1337 erano rimaste solo la Guascogna nel sud-ovest della Francia e Ponthieu nel nord della Francia. I Guasconi preferivano la loro relazione con un lontano re inglese che li lasciava soli a quella con un re francese che avrebbe interferito nei loro affari. A seguito di una serie di dissapori tra Filippo VI di Francia (r. 1328–1350) e Edoardo III d'Inghilterra (r. 1327–1377), il 24 maggio 1337 il Gran Consiglio di Filippo a Parigi concordò che la Guascogna e Ponthieu dovessero essere riprese nelle mani di Filippo sulla base del fatto che Edoardo aveva violato i suoi obblighi di vassallo. Ciò segnò l'inizio della guerra dei cent'anni, che sarebbe durata 116 anni.

### Inizi della campagna
Sebbene la Guascogna fosse la causa della guerra, Edoardo poté risparmiare poche risorse e ogni volta che un esercito inglese conduceva una campagna nel continente operava nel nord della Francia. Edoardo decise all'inizio del 1345 di attaccare la Francia su tre fronti: una piccola forza sarebbe salpata per la Bretagna, sotto il comando di Guglielmo, conte di Northampton; una forza leggermente più grande procederebbe verso la Guascogna sotto il comando di Enrico, conte di Derby; e la forza principale avrebbe accompagnato Edoardo nel nord della Francia o nelle Fiandre. All'inizio del 1345 i francesi decisero di mettersi sulla difensiva nel sud-ovest. Le loro spie avevano scoperto il piano inglese per offensive nei tre teatri, ma non avevano i soldi per formare un esercito significativo in ciascuno. Avevano previsto, correttamente, che gli inglesi intendevano compiere il loro sforzo principale nel nord della Francia. Così indirizzarono lì le risorse che avevano, progettando di riunire il loro esercito principale ad Arras il 22 luglio. La Francia sudoccidentale fu incoraggiata a fare affidamento sulle proprie risorse.
L'esercito principale di Edoardo III salpò il 29 giugno. Ancorò al largo di Sluis nelle Fiandre fino al 22 luglio, mentre Edoardo si occupava degli affari diplomatici. Quando le navi salparono, probabilmente con l'intenzione di sbarcare in Normandia, furono disperse da una tempesta e trovarono la strada verso i porti inglesi nella settimana successiva. Dopo più di cinque settimane a bordo della nave, uomini e cavalli dovettero essere sbarcati. Ci fu un'ulteriore settimana di ritardo mentre il re e il suo consiglio discutevano sul da farsi, ma a quel punto si rivelò impossibile intraprendere qualsiasi azione con il principale esercito inglese prima dell'inverno. Consapevole di ciò, Filippo inviò rinforzi in Bretagna e Guascogna. Durante il 1345 Derby aveva condotto una vorticosa campagna attraverso la Guascogna a capo di un esercito anglo-guascone. Sconfisse in modo decisivo due grandi eserciti francesi nelle battaglie di Bergerac e Auberoche, conquistò città e fortificazioni francesi in gran parte del Périgord e nella maggior parte dell'Agenais e diede profondità strategica ai possedimenti inglesi in Guascogna. Verso la fine dell'anno conquistò la città strategicamente e logisticamente importante di Aiguillon, "la chiave per la Guascogna". In ottobre il conte di Northampton iniziò una campagna nel nord della Bretagna, ma questa fallì a causa di una serie di fallimenti nel catturare le città bretoni controllate dai francesi, e Northampton e la maggior parte delle sue forze furono richiamate in primavera.

## Preludio

### Preparazioni francesi

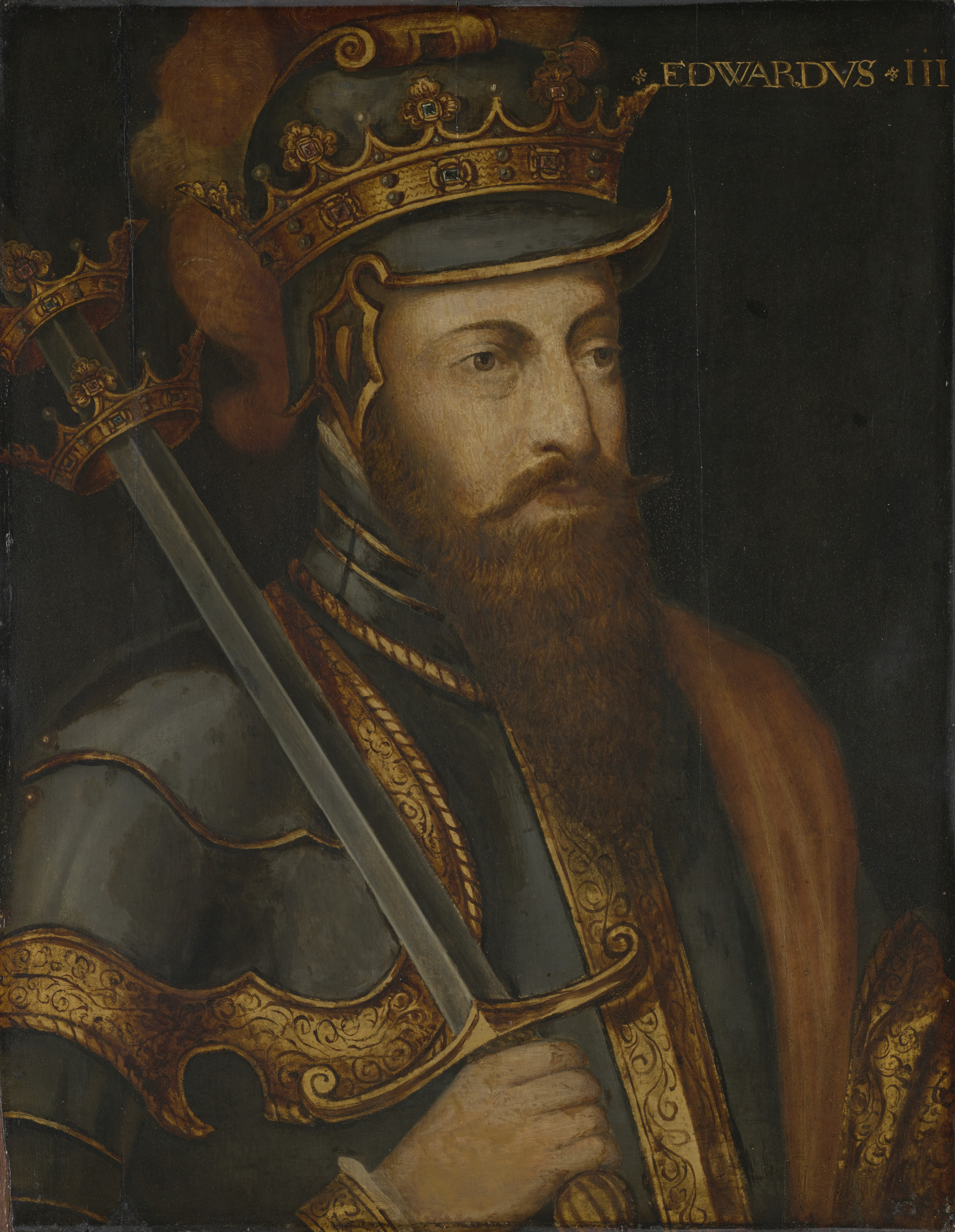
Edoardo III d'Inghilterra

Come sempre, nel 1346 i francesi scarseggiarono di soldi. Nonostante il prestito di oltre 330.000 fiorini dal Papa, furono impartiti ordini ai funzionari locali di: "Accumulare tutto il denaro che potete per il sostegno delle nostre guerre. Prendetelo da ogni singola persona che potete...” Era un chiaro indizio dello stato disperato delle finanze francesi. Tuttavia si formarono due eserciti, a Orléans e a Tolosa. Il duca Giovanni di Normandia, figlio ed erede di Filippo VI, fu incaricato di tutte le forze francesi nel sud-ovest della Francia, come lo era stato l'autunno precedente.
Nel marzo 1346 i francesi, in numero compreso tra 15.000 e 20.000 e comprendenti un grande treno d'assedio e cinque cannoni, enormemente superiori a qualsiasi forza che gli angloguasconi potevano schierare, [22] marciarono su Aiguillon e l'assediarono il 1º aprile. Il 2 aprile per il sud della Francia fu annunciato l'aribanno, la chiamata formale alle armi per tutti i maschi abili. Gli sforzi finanziari, logistici e di manodopera francesi erano concentrati su questa offensiva. Derby, ora conosciuto come Lancaster dopo la morte di suo padre, inviò una richiesta urgente di aiuto a Edoardo. Edoardo non solo era moralmente obbligato a soccorrere il suo vassallo, ma anche costretto da un contratto; il suo contratto (indentura) con Lancaster affermava che se Lancaster fosse stato attaccato da un numero schiacciante, allora Edoardo "lo salverà in un modo o nell'altro".

### Preparazioni inglesi
In Inghilterra, nel 1344, il Parlamento aveva votato per un ingente sussidio di guerra. Gran parte di questo era stato speso, ma una parte del ricavato era ancora in fase di raccolta. La capacità di riscuotere ulteriori entrate dai contribuenti inglesi era esaurita. A corto di soldi come i francesi, gli inglesi esigevano 15.000 sterline in prestiti forzati dai funzionari della chiesa; importi commisurati dalle città inglesi; inoltre confiscarono il reddito di un anno da tutti i benefici ecclesiastici detenuti in Inghilterra da stranieri. Furono effettuati ingenti ordini di equipaggiamento militare e vettovaglie  e molto fu acquistato obbligatoriamente. Da tempo era il caso che tutti gli inglesi in età militare potessero essere chiamati alle armi per difendere il paese dagli invasori; all'inizio del 1346 a ciò fu esteso l'obbligo di prestare servizio oltremare. Il popolo inglese era stanco di questa guerra giudicata inutile e infruttuosa, e il precedente Parlamento, del giugno 1344, aveva chiesto che Edoardo "ponesse fine a questa guerra, o con la battaglia o con una pace adeguata".
Gli inglesi intendevano radunare nel 1346 un esercito ancora più numeroso che nel 1345: oltre 20.000 uomini. Avrebbe dovuto riunirsi nei pressi di Portsmouth a febbraio, ma la data fu posticipata di due mesi e poi di un altro mese. Gli scozzesi, incitati da Filippo, erano da tempo percepiti come una minaccia dagli inglesi; due anni prima il Cancelliere d'Inghilterra aveva detto al Parlamento che gli scozzesi "dicevano apertamente che romperanno la tregua non appena il nostro avversario [la Francia] lo desidera e marceranno in Inghilterra". Edoardo esentò le contee a nord del fiume Humber dall'invio di uomini per unirsi alle forze d'invasione e furono presi nei loro confronti alcuni impegni finanziari limitati. Si temeva anche che con le risorse militari impegnate in Francia, la costa meridionale dell'Inghilterra sarebbe stata esposta alle depredazioni francesi, come era stato nel 1338 e nel 1339. Sono state adottate ampie misure per prevenire ciò, incluso il collocamento di tutti coloro che vivono entro 15 miglia (24 chilometri) dal mare sotto il controllo dei comandanti locali. Entrambe queste misure ridussero la forza a disposizione di Edoardo, così come un certo grado di resistenza al nuovo regime di coscrizione. Nel tentativo di recuperare numeri, è stato ripetuto l'espediente dell'anno precedente di consentire ai criminali condannati di arruolarsi con la promessa di grazia se avessero prestato servizio per la durata della campagna: vennero così reclutate quasi un migliaio di persone. Edoardo aveva radunato forse la metà del totale sperato entro la fine di giugno.

### Preparazioni navali
Nonostante gli sforzi inglesi per nascondere i loro preparativi, i francesi ne erano a conoscenza. Data l'estrema difficoltà di sbarcare un esercito non in un porto e siccome gli inglesi non godevano più di porti nelle Fiandre, ma avevano porti amici in Bretagna e Guascogna, presumevano che Edoardo avrebbe salpato per uno di questi ultimi; probabilmente la Guascogna, per sollevare Aiguillon. Per proteggersi dalla possibilità di uno sbarco inglese nel nord della Francia, Filippo fece affidamento sulla sua potente marina. Si trattava di navi mercantili requisite e galee da guerra noleggiate. Le navi mercantili erano cocche, con un pescaggio profondo e uno scafo rotondo, azionate da un'unica grande vela posta su un albero a centro nave. Furono convertite in navi da guerra con l'aggiunta di "castelli" di legno a prua e a poppa e con l'erezione di piattaforme a coffa in testa d'albero. Almeno 78 furono prese al servizio reale e allestite come navi da guerra nella Bassa Normandia, e altre in Piccardia e Alta Normandia. Le galee erano dotate di propulsione a remi ed erano altamente manovrabili, il che le rendeva efficaci per le incursioni e i combattimenti tra navi, ma relativamente costose e difficili da spostare su lunghe distanze. I francesi avevano noleggiato una flotta di almeno 32 navi da Genova, che secondo contratto sarebbe dovuta arrivare a Boulogne entro il 20 maggio. In realtà all'inizio di luglio non era riuscito ad andare oltre la rada del Tago, al largo del Portogallo. È stato suggerito che il progresso estremamente lento dei genovesi potrebbe essere stato il risultato della corruzione inglese.
Edoardo requisì la più grande flotta assemblata dagli inglesi fino a quella data: 747 navi. L'assemblea era prevista per il 1º marzo; questo è stato prima rinviato al 1º maggio e poi il 15 maggio. Secondo il diritto inglese, il re era tenuto a risarcire i proprietari delle navi costrette in servizio, ma in pratica pagava poco e in ritardo, il che faceva sì che gli armatori fossero riluttanti a rispondere alla convocazione. Lo stesso Edoardo arrivò a Porchester il 1º giugno. Inizialmente aveva pianificato di sbarcare in Bretagna, ma era frustrato dal fallimento di Northampton nel catturare un porto. Si concentrò quindi sulla Guascogna e decise di rinforzare Lancaster e affrontare il duca Giovanni di Normandia fuori Aiguillon. La flotta imbarcò rifornimenti sufficienti per il viaggio verso Bordeaux e salpò da Portsmouth il 28 giugno. Non tutte le navi avevano raggiunto il punto di raduno e Edoardo si fermò al largo di Yarmouth per consentire l'arrivo dei ritardatari. Quando lo fecero, il vento era cattivo e la flotta rimase ferma al largo dell'angolo nordorientale dell'isola di Wight per due settimane. Questa era la durata normale dell'intero viaggio e le navi erano a corto di cibo e acqua. Dopo la disfatta dell'anno precedente, Edoardo decise di non rischiare di sbarcare il suo esercito con l'intenzione di rifornirsi e partire nuovamente per Bordeaux. Era consapevole che con i francesi concentrati su Aiguillon, la Francia settentrionale sarebbe stata praticamente indifesa. Così, l'11 luglio, con il vento che ancora impediva il movimento lungo il Canale della Manica, cambiò i suoi piani e navigò verso sud e approdò a Saint-Vaast-la-Hougue, a 20 miglia (32 km) da Cherbourg, il 12 luglio. La flotta delle galee genovesi era ancora ben a sud del principale porto francese di La Rochelle, sul golfo di Biscaglia. Le cocche francesi convertite in navi da guerra o in procinto di essere convertite non erano ancora state radunate.

## Campagna in Francia

### Devastazione del Cotentin

La rotta dell'esercito inglese

Si stima che l'esercito inglese comprendesse dai 7.000 ai 10.000 uomini e fosse composto da soldati inglesi e gallesi combinati con specialisti e ufficiali. Si ritiene che fosse insolitamente ben equipaggiato per un esercito medievale e comprendesse minatori, fabbri e interpreti dal gallese all'inglese. Comprendeva diversi baroni normanni che erano scontenti del dominio francese, tra cui Geoffroy de Harcourt, visconte di Saint-Sauveur. La regione in cui sbarcarono, la penisola del Cotentin, era praticamente indifesa e gli inglesi poterono sbarcare agevolmente sulle lunghe spiagge sabbiose. Trascorsero sei giorni scaricando, organizzandosi, saccheggiando le campagne e cuocendo il pane. Questa pausa serviva principalmente a rinfrescare i cavalli, che avevano bisogno almeno di qualche giorno per riprendersi dopo essere stati rinchiusi a bordo della nave per due settimane. L'esercito comprendeva un considerevole treno di rifornimenti che trasportava munizioni, provviste, armi a polvere da sparo e cibo; quest'ultimo poteva essere sostituito da fonti locali per mantenere una riserva per quando l'esercito aveva bisogno di concentrarsi e non era in grado di procurarsi il cibo. In una cerimonia preparativa per la campagna, più di cinquanta uomini erano stati vestiti cavalieri, incluso il Principe Nero, figlio maggiore di Edoardo.
Il comandante francese locale, Robert Bertrand, guidò 300 miliziani in un attacco inefficace contro lo sbarco. Fino a pochi giorni prima dello sbarco aveva avuto al suo comando anche 500 mercenari professionisti, ma questi avevano disertato diversi giorni prima perché avevano paghe in arretrato. Gli inglesi ottennero una completa sorpresa strategica e marciarono verso sud, organizzati in tre divisioni, o "battaglie". Lo scopo di Edoardo era quello di condurre una chevauchée, un'incursione su larga scala, attraverso il territorio francese per ridurre il morale e la ricchezza del suo avversario. Diversi storici hanno sostenuto che Edoardo desiderasse portare i francesi in battaglia e che la sua chevauchée avesse lo scopo di indurre Filippo ad accettarne una.
Pur desiderando impossessarsi delle ricchezze mobili delle aree che attraversava, Edoardo diede rigide istruzioni affinché nessuna proprietà ecclesiastica dovesse essere saccheggiata, nessun civile dovesse essere ferito e nessun edificio dovesse essere bruciato; istituì un chiaro meccanismo affinché queste istruzioni venissero seguite. Tuttavia, l'esercito inglese e gli equipaggi delle navi erano fuori dal controllo suo e dei suoi nobili dal momento in cui sbarcarono. Prima ancora che l'esercito partisse da St. Vaast la Hogue, l'abbazia di Notre-Dame-du-Vœu vicino a Cherbourg, una fondazione di Matilde, figlia di Enrico I d'Inghilterra, fu bruciata dagli inglesi per la terza volta in 50 anni; Anche la stessa Hogue fu bruciata. Una volta in marcia, i soldati inglesi appiccarono il fuoco a ogni città sul loro cammino, saccheggiarono tutto ciò che potevano alla popolazione e alle istituzioni private ed ecclesiastiche e spesso violentarono le donne. Le città di Cherbourg, Carentan, Saint-Lô e Torteval furono bruciate al passaggio dell'esercito, insieme a molte località più piccole. Le popolazioni di alcune città furono sistematicamente massacrate, mentre in altre lo spargimento di sangue fu più casuale. La maggior parte dei francesi non combattenti sulla via degli inglesi fuggirono a sud e le città di tutta la Normandia furono intasate di profughi in miseria. La flotta inglese seguì parallelamente la rotta dell'esercito, devastando il paese fino a 5 miglia (8 km) nell'entroterra e prendendo grandi quantità di bottino; molte navi abbandonarono, poiché gli equipaggi avevano riempito le stive. Catturarono o bruciarono anche oltre 100 navi; 61 di queste erano state convertite in navi militari. La distruzione di queste navi diminuì molto, almeno temporaneamente, le incursioni francesi contro le zone costiere inglesi e gli attacchi alle navi mercantili inglesi.
Bertrand ruppe i ponti davanti all'esercito inglese nel tentativo di ritardarlo, ma furono rapidamente riparati dalla squadra di 40 carpentieri che accompagnava l'esercito inglese. La resistenza agli inglesi fu più debole di quanto avrebbe potuto essere poiché gran parte dei combattenti della Normandia erano con il duca Giovanni davanti ad Aiguillon. Raoul, conte d'Eu, che era il Gran Connestabile di Francia, la posizione più alta nella gerarchia militare francese, era stato frettolosamente trasferito a nord da Aiguillon. Decise di resistere agli inglesi a Caen, il centro culturale, politico, religioso e finanziario della Normandia nordoccidentale, più grande di qualsiasi città inglese tranne Londra. Ogni uomo disponibile fu inviato lì e furono spedite grandi scorte di cibo.
Quando arrivarono gli inglesi, la mattina del 26 luglio, la città era difesa da 1.500 soldati, rinforzata dalle milizie cittadine. Gli inglesi immediatamente presero d'assalto e catturarono la città, saccheggiandola successivamente per cinque giorni. Circa 5.000 francesi, soldati e civili, furono uccisi mentre gli inglesi imperversavano nella città. Un piccolo numero riuscì a scappare, fuggendo nei boschi vicini, inseguito dalla cavalleria. Le perdite inglesi furono lievi. Tra i pochi prigionieri presi c'era Raoul d'Eu. Gli inglesi scoprirono un proclama di Filippo che ordinava alle squadre d'incursione normanne di saccheggiare la costa meridionale dell'Inghilterra. L'arcivescovo di Canterbury avrebbe poi pubblicato tale proclama come prova che Edoardo stava proteggendo il regno, e fu utilizzato per diversi anni anche dai partiti di reclutamento inglesi per fomentare sentimenti antifrancesi.
Il 29 luglio Edoardo rimandò la sua flotta in Inghilterra, con una lettera in cui ordinava che rinforzi, rifornimenti e denaro fossero rispettivamente raccolti, imbarcati e caricati e inviati all'appuntamento con il suo esercito a Crotoy, sulla riva settentrionale della foce del fiume Somme. In particolare il denaro scarseggiava: alcune unità non avevano ricevuto lo stipendio di aprile, nessuna aveva ricevuto lo stipendio per il trimestre di giugno. La direzione del viaggio di Edoardo era chiara; alcuni storici moderni sostengono che il suo obiettivo finale fosse già Calais. Gli inglesi marciarono verso la Senna il 1º agosto. Furono lasciate guarnigioni in diversi luoghi, tra cui Caen e Carenten, ma furono rapidamente sopraffatte dai francesi una volta che la principale forza inglese si fu spostata.

### Marcia su Parigi

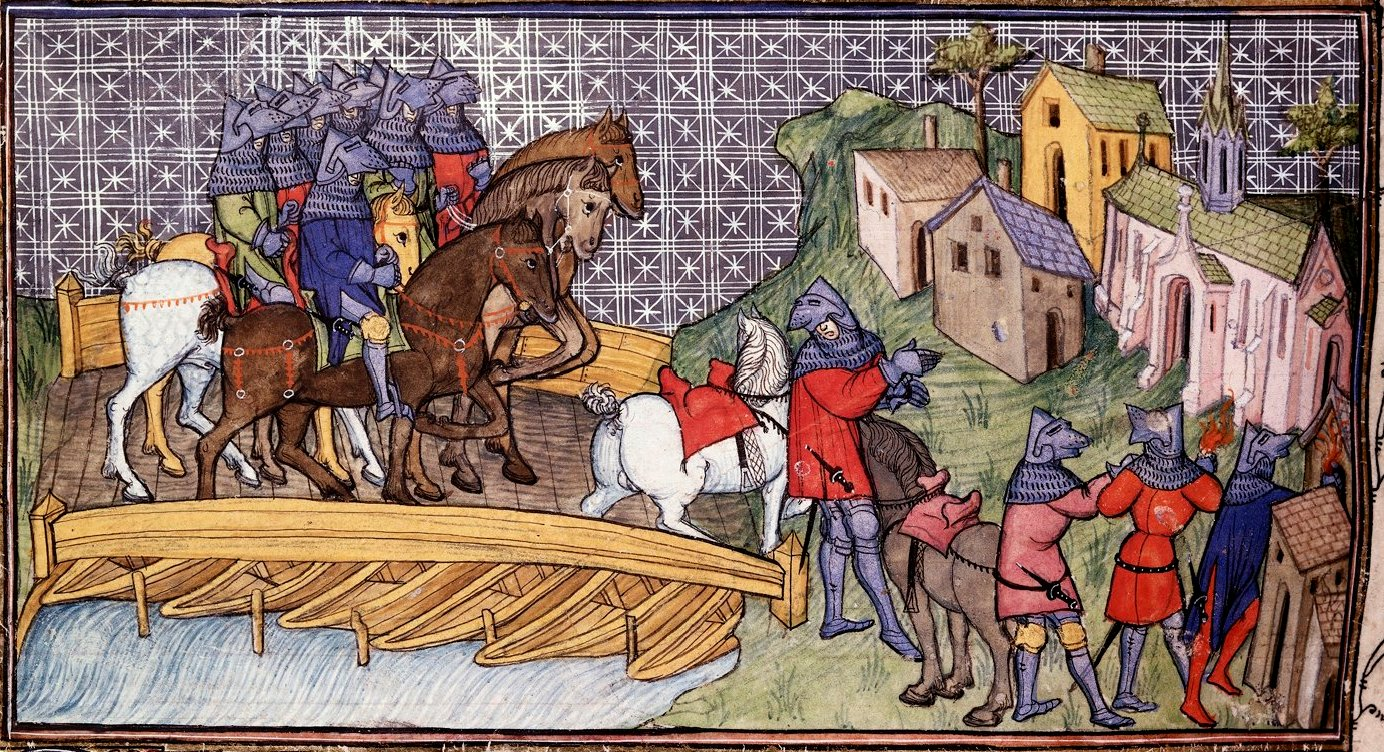
L'esercito inglese attraversa la Senna; raffigurazione del XIV secolo.

La posizione militare francese era complicata. Il loro esercito principale era impegnato nell'intrattabile assedio di Aiguillon. Dopo il suo sbarco a sorpresa in Normandia, Edoardo stava devastando alcune delle terre più ricche della Francia e ostentando la sua capacità di marciare a piacimento. Il 2 agosto una piccola forza inglese comandata da Hugh Hastings e sostenuta da molti fiamminghi invase la Francia dalle Fiandre, dove le difese francesi erano completamente inadeguate. Il tesoro era tutto fuorché vuoto. Filippo richiamò immediatamente il suo esercito principale, sotto il duca Giovanni, dalla Guascogna. Dopo una furiosa discussione con i suoi consiglieri e, secondo alcuni resoconti, con il messaggero di suo padre, il duca Giovanni si rifiutò di trasferirsi finché Aiguillon non fosse caduta e il suo onore non fosse stato soddisfatto; il principale esercito francese rimase bloccato nel sudovest.
Il 29 luglio Filippo proclamò l'aribanno per la Francia settentrionale, ordinando a tutti i maschi abili di riunirsi a Rouen, dove Filippo arrivò il 31. Si spostò immediatamente a ovest contro Edoardo con un esercito mal organizzato e mal equipaggiato. Cinque giorni dopo tornò a Rouen e ruppe il ponte sulla Senna dietro di lui. Il 7 agosto gli inglesi raggiunsero la Senna, 12 miglia (20 km) a sud di Rouen, e fecero scorrerie fino ai suoi sobborghi. Filippo, sotto la pressione di due cardinali inviati da papa Clemente, inviò degli emissari per proporre la pace sostenuta da un'alleanza matrimoniale; Edoardo rispose che non era disposto a perdere tempo di marcia in futili discussioni e li congedò. Entro il 12 agosto, l'esercito di Edoardo era accampato a Poissy, a 20 miglia da Parigi, dopo aver lasciato una fascia di distruzione di 64 km lungo la riva sinistra della Senna, bruciando villaggi nel circondario di 2 miglia (3 km) da Parigi. La popolazione, in subbuglio e colma di sfollati, si preparava a difendere la capitale strada per strada. I carpentieri inglesi costruirono un ponte sulla Senna dopo che un distaccamento si assicurò la sponda opposta contro una forte opposizione.
Filippo inviò nuovamente al duca Giovanni di Normandia l'ordine di abbandonare l'assedio di Aiguillon e marciare con il suo esercito verso nord. Il 14 agosto il duca Giovanni chiese la sospensione formale dell'assedio. Lancaster, ben consapevole della situazione nel nord e negli accampamenti francesi intorno ad Aiguillon, rifiutò. Il 20 agosto, dopo oltre cinque mesi, i francesi abbandonarono l'assedio e si allontanarono in notevole fretta e disordine. C'era confusione nel consiglio di Filippo sul motivo per cui non guidò l'esercito francese per tentare di respingere gli invasori. Invece Filippo inviò una sfida il 14 agosto suggerendo che i due eserciti si scontrassero in un momento e in un luogo concordati di comune accordo nell'area. Edoardo indicò che avrebbe incontrato Filippo a sud della Senna, senza effettivamente impegnarsi. Il 16 agosto i francesi presero posizione; Edoardo prontamente bruciò Poissy, distrusse il ponte lì e marciò verso nord.

### Marcia a nord

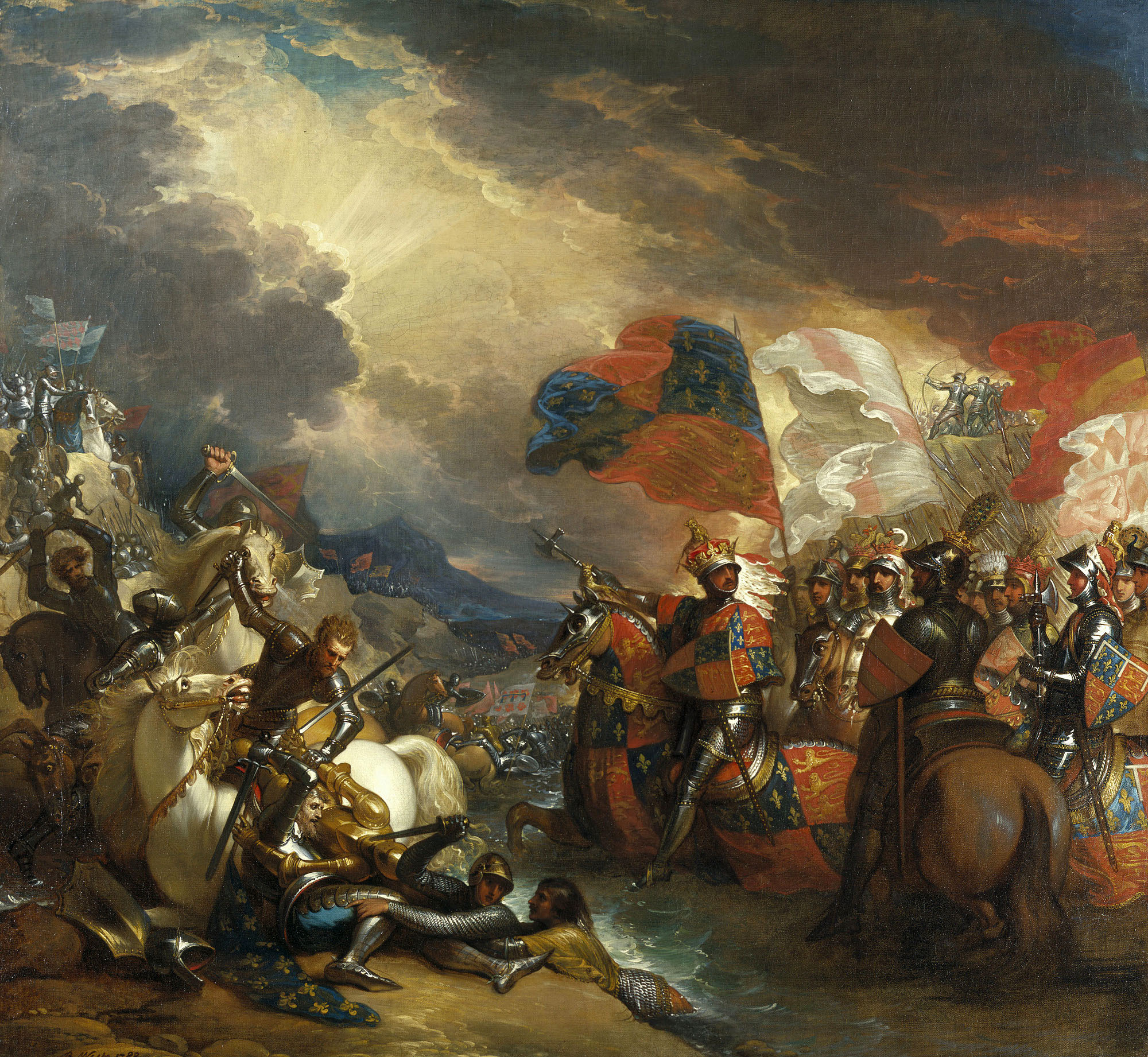
Edoardo III che attraversa la Somme, dipinto di Benjamin West (1788)

In previsione di una simile mossa, i francesi avevano portato via tutte le scorte di cibo dalla regione in cui stavano avanzando gli inglesi, costringendoli a distendersi su una vasta area per procurarsi il cibo, cosa che li rallentò notevolmente. Bande di contadini francesi attaccarono alcuni dei gruppi più piccoli di raccoglitori. Filippo raggiunse il fiume Somme un giorno di marcia prima di Edoardo e si stabilì ad Amiens; inviò grandi distaccamenti a presidiare ogni ponte e guado sulla Senna tra Amiens e il mare. Gli inglesi erano ora intrappolati in un'area priva di cibo. I francesi lasciarono Amiens e avanzarono verso ovest verso gli inglesi. Ora erano disposti a dare battaglia, sapendo che avrebbero avuto il vantaggio di poter stare sulla difensiva mentre gli inglesi sarebbero stati costretti a cercare di farsi strada combattendo.
Edoardo aveva bisogno di rompere il blocco francese della Somme e sondò in diversi punti, attaccando invano Hangest e Pont-Remy prima di spostarsi a ovest lungo il fiume. La sera del 24 agosto gli inglesi erano accampati a nord di Acheux mentre i francesi erano a 6 miglia (10 km) di distanza ad Abbeville. Durante la notte gli inglesi marciarono su un guado mareale chiamato Blanchetaque. La sponda opposta era difesa da una forza di 3.500 francesi. Arcieri inglesi e uomini d'arme a cavallo entrarono nel fiume mareale e dopo un breve e aspro combattimento misero in rotta i francesi. Il principale esercito francese aveva seguito gli inglesi e i loro esploratori avevano catturato alcuni ritardatari e diversi carri, ma Edoardo si era liberato dall'inseguimento immediato. I francesi erano così sicuri che gli inglesi non potessero sfondare la linea della Somme che non avevano spogliato l'area e la campagna era ricca di cibo e bottino. Gli inglesi riuscirono così a rifornirsi, Noyelles-sur-Mer e Crotoy in particolare fornirono grandi scorte di cibo, che furono saccheggiate e le città poi bruciate.
Nel frattempo, i fiamminghi, essendo stati bloccati dai francesi al ponte di Estaires, assediarono Béthune il 14 agosto. Dopo diverse battute d'arresto si scontrarono tra loro, bruciarono le loro attrezzature d'assedio e rinunciarono alla spedizione il 24 agosto. Edoardo ricevette la notizia che non sarebbe stato rinforzato dai fiamminghi poco dopo aver attraversato la Somme. Non c'era neanche la sua flotta con rinforzi alla foce della Somme. Decise di ingaggiare l'esercito di Filippo con la forza di cui disponeva. Dopo essersi temporaneamente scrollato di dosso l'inseguimento francese, approfittò della tregua per preparare una posizione difensiva a Crécy-en-Ponthieu. I francesi tornarono ad Abbeville e si misero di nuovo ostinatamente all'inseguimento degli inglesi.

### Battaglia di Crécy

Mappa della battaglia di Crécy

Avendo deciso di dare battaglia a Filippo, Edoardo scelse una posizione difensiva tra Crécy e Wadicourt, ognuno dei quali proteggeva con cura uno dei suoi fianchi. Mentre aspettavano che i francesi li raggiungessero, gli inglesi fortificarono il loro accampamento, scavarono fosse davanti alle loro posizioni e installarono diverse armi primitive a polvere da sparo. Verso mezzogiorno del 26 agosto la carovana francese giunse in vista degli inglesi. In un consiglio di guerra gli alti ufficiali francesi, completamente fiduciosi nella vittoria, consigliarono un attacco, ma solo il giorno successivo. Alla fine i francesi attaccarono più tardi quello stesso pomeriggio; non è chiaro dalle fonti contemporanee se questa sia stata una scelta deliberata da parte di Filippo, o perché troppi del gran numero di cavalieri francesi continuarono ad avanzare e la battaglia iniziò contro la volontà di Filippo.
I numeri francesi sono riportati in modo incoerente, ma è chiaro che il loro esercito era molto numeroso per il periodo e molte volte più grande della forza inglese. I francesi spiegarono il loro sacro stendardo di battaglia, l'orifiamma, indicando che nessun prigioniero sarebbe stato preso. Una grande forza di balestrieri italiani si fece avanti per ingaggiare gli arcieri inglesi in un duello con l'arco. Gli arcieri con l'arco lungo superavano la distanza dei loro avversari e avevano una cadenza di fuoco più di tre volte maggiore. Anche i balestrieri erano senza i loro pavesi protettivi, che erano ancora con i bagagli francesi. Gli italiani furono rapidamente sconfitti e fuggirono.

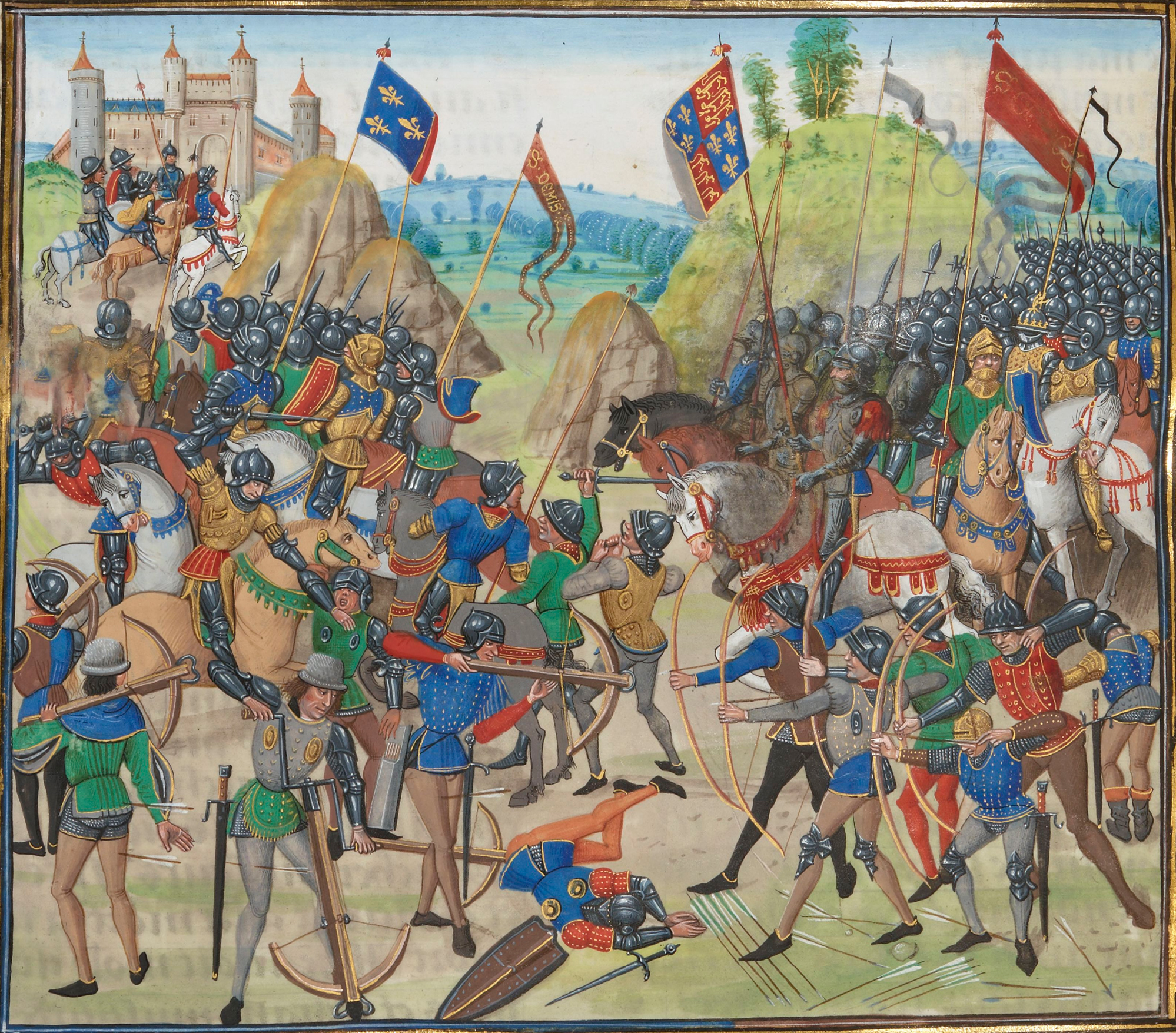
La battaglia di Crécy raffigurata nelle Cronache di Froissart

I francesi lanciarono quindi cariche di cavalleria contro i fanti inglesi, che erano smontati per la battaglia. Queste cariche furono disordinate a causa della loro natura improvvisata, dovendo farsi strada tra gli italiani in fuga, in un terreno fangoso, in salita e pieno di fosse scavate dagli inglesi. Gli attacchi furono ulteriormente spezzati dal fuoco pesante ed efficace degli arcieri inglesi, che causò pesanti perdite. Quando le cariche francesi raggiunsero la fanteria inglese, avevano perso gran parte del loro slancio. Un contemporaneo descrisse il combattimento corpo a corpo che ne seguì come "omicida, senza pietà, crudele e molto orribile". Le cariche francesi continuarono nella notte, tutte con lo stesso risultato: aspri combattimenti seguiti da una respinta francese. Lo stesso Filippo fu coinvolto nel combattimento, fece uccidere due cavalli sotto di lui e ricevette una freccia nella mascella. L'orifiamma fu catturata dopo che il suo portatore fu ucciso. I francesi fecero irruzione e fuggirono; gli inglesi, stremati, dormirono dove avevano combattuto.
La mattina successiva consistenti forze francesi stavano ancora arrivando sul campo di battaglia, per essere caricate dagli uomini d'arme inglesi, ora a cavallo, messi in rotta e inseguiti per miglia. Le perdite francesi furono molto pesanti e all'epoca furono registrati 1.200 cavalieri uccisi e oltre 15.000 altri. La stima contemporanea più alta delle vittime inglesi arrivava a 300.
La portata della vittoria inglese è descritta dallo storico moderno Andrew Ayton come "senza precedenti" e "un'umiliazione militare devastante". Jonathan Sumption la considera “una catastrofe politica per la Corona francese”. La battaglia fu riferita al Parlamento inglese il 13 settembre in termini entusiastici come segno del favore divino e come giustificazione per l'enorme costo della guerra fino ad oggi.

### Assedio di Calais
Dopo aver riposato per due giorni e aver seppellito i morti, gli inglesi, bisognosi di rinforzi e rifornimenti, marciarono verso nord. Continuarono a devastare il territorio e a mettere a fuoco diverse città, tra cui Wissant, il normale porto di sbarco per le navi inglesi verso la Francia nordoccidentale. Fuori dalla città in fiamme Edoardo tenne un consiglio che decise di catturare Calais; un portofranco ideale dal punto di vista inglese, poiché era già fortemente difeso, possedeva un approdo sicuro e strutture portuali consolidate, e si trovava nella parte della Francia più vicina ai Cinque Porti dell'Inghilterra sudorientale. Era anche vicino al confine delle Fiandre e agli alleati fiamminghi di Edoardo. Gli inglesi arrivarono fuori città il 4 settembre e l'assediarono.
Calais era fortemente fortificata e il suo circondario disseminato di paludi, alcune soggette a marea, rendeva difficile trovare piattaforme stabili per trabucchi e altre artiglierie in grado di sfondare le sue mura. Calais era adeguatamente presidiata e rifornita e poteva essere rinforzata e rifornita via mare. Il giorno dopo l'inizio dell'assedio, le navi inglesi attese a Crotoy arrivarono al largo e rifornirono, riequipaggiarono e rinforzarono l'esercito inglese. Gli inglesi si stabilirono per un lungo soggiorno, stabilendo un fiorente accampamento a ovest, Nouville, o "Città Nuova", con due giorni di mercato ogni settimana. Un'importante operazione di rifornimento attinse a fonti in tutta l'Inghilterra e nel Galles per rifornire gli assedianti, nonché via terra dalle vicine Fiandre. Il Parlamento accettò a malincuore di finanziare l'assedio. Edoardodichiarò che era una questione d'onore e dichiarò la sua intenzione di restare fino alla caduta della città. I due cardinali che rappresentavano il Papa viaggiavano tra gli eserciti, ma nessuno dei due re parlava loro.

### Disordine francese
Filippo vacillò: il giorno in cui iniziò l'assedio di Calais sciolse la maggior parte del suo esercito, per risparmiare denaro nella convinzione che Edoardo avesse terminato la sua chevauchée e si sarebbe recato nelle Fiandre rispedendo il suo esercito a casa. Il 7 settembre o poco dopo, il duca Giovanni entrò in contatto con Filippo, avendo poco prima sciolto il proprio esercito. Il 9 settembre Filippo annunciò che l'esercito si sarebbe riunito a Compiègne già il 1º ottobre, un intervallo fin troppo breve, per poi marciare in soccorso di Calais. Tra le altre conseguenze, questo equivoco permise a Lancaster nel sudovest di lanciare offensive nel Quercy e nel Bazadais; e lui stesso condusse una chevauchée 160 miglia (260 km) a nord attraverso Saintonge, Aunis e Poitou, catturando numerose città, castelli e luoghi fortificati più piccoli e prendendo d'assalto la ricca città di Poitiers. Queste offensive sconvolsero completamente le difese francesi e spostarono il centro dei combattimenti dal cuore della Guascogna a 60 miglia (97 km) o più oltre i suoi confini. Poche truppe francesi erano arrivate a Compiègne entro il 1º ottobre e mentre Filippo e la sua corte aspettavano che i numeri aumentassero, arrivarono le notizie delle conquiste di Lancaster. Credendo che Lancaster si stesse dirigendo a Parigi, i francesi cambiarono il punto di raduno per tutti gli uomini non già impegnati a Compiègne ad Orléans, e li rinforzarono con alcuni di quelli già radunati, per bloccarlo. Dopo che Lancaster virò a sud per tornare in Guascogna, quei francesi già presenti o diretti verso Orléans furono reindirizzati a Compiègne; La pianificazione francese crollò nel caos.

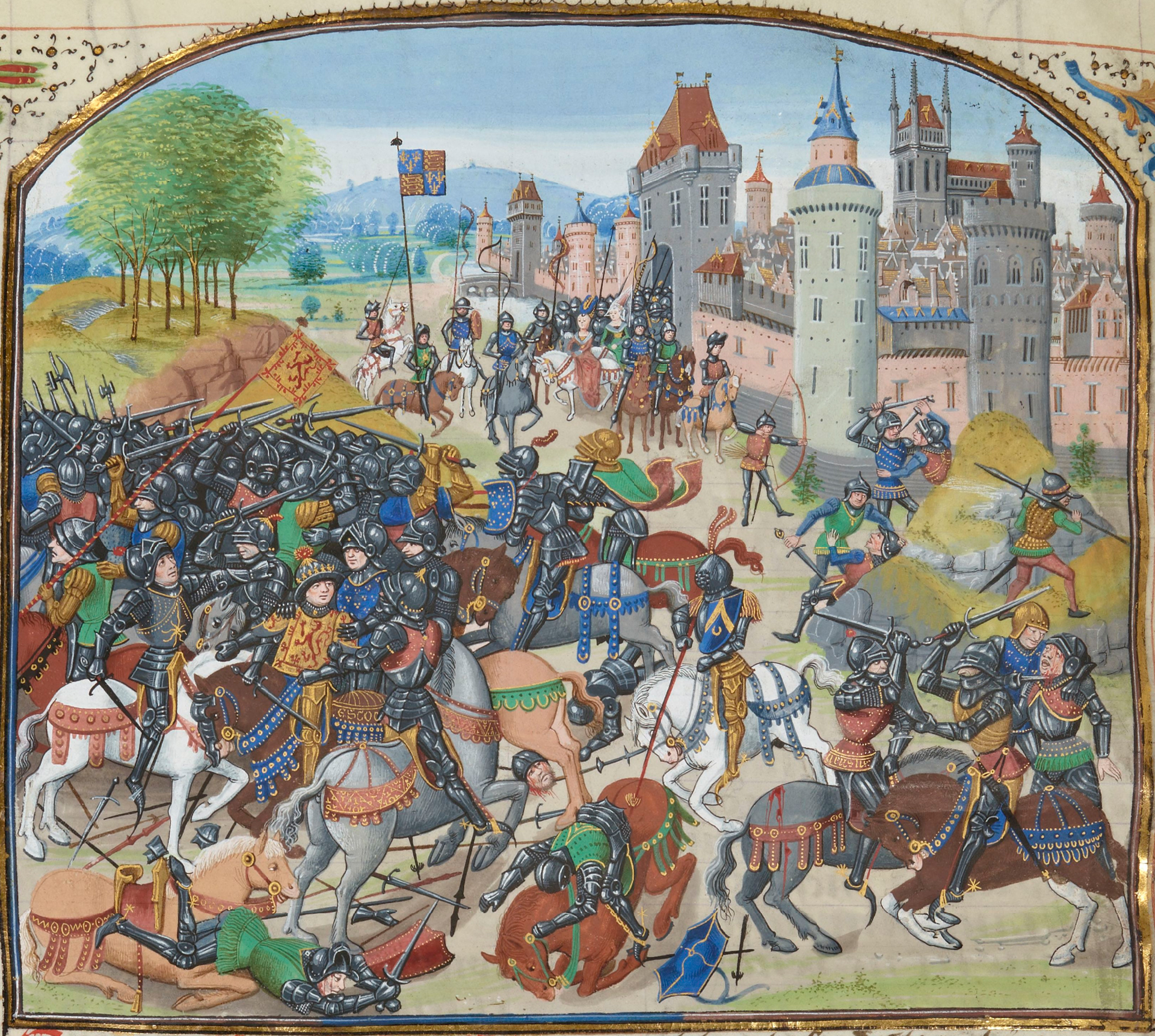
Battaglia di Neville's Cross in un manoscritto cinquecentesco

Filippo aveva chiesto agli scozzesi di adempiere ai loro obblighi secondo i termini dell'Auld Alliance e di invadere l'Inghilterra da giugno. Il re scozzese, Davide II, convinto che le forze inglesi fossero concentrate interamente sulla Francia, accosentì il 7 ottobre. Fu portato in battaglia a Neville's Cross il 17 ottobre da una forza inglese più piccola reclutata esclusivamente dalle contee settentrionali dell'Inghilterra. La battaglia si concluse con la disfatta degli scozzesi, la cattura del loro re e la morte o la cattura di gran parte dei loro capi. Strategicamente questo liberò significative risorse inglesi per la guerra contro la Francia, e le contee inglesi di confine furono in grado di proteggersi dalla restante minaccia scozzese con le proprie risorse.
Anche se a Compiègne si erano riuniti solo 3.000 uomini d'arme, il tesoriere francese non fu in grado di pagarli. Filippo annullò tutti gli accordi offensivi il 27 ottobre e disperse il suo esercito. Le recriminazioni furono diffuse: i funzionari a tutti i livelli della Camera dei conti (il tesoro francese) furono licenziati e tutti gli affari finanziari furono affidati a un comitato di tre abati anziani. Il consiglio del re dedicò i propri sforzi ad incolparsi a vicenda per le disgrazie del regno. L'erede di Filippo, il duca Giovanni, litigò con suo padre e si rifiutò di presenziare alla corte per diversi mesi. Giovanna II, regina di Navarra, figlia di un precedente re di Francia (Luigi X), e in precedenza partigiana di Filippo, dichiarò neutralità e firmò una tregua privata con Lancaster.

### Operazioni militari

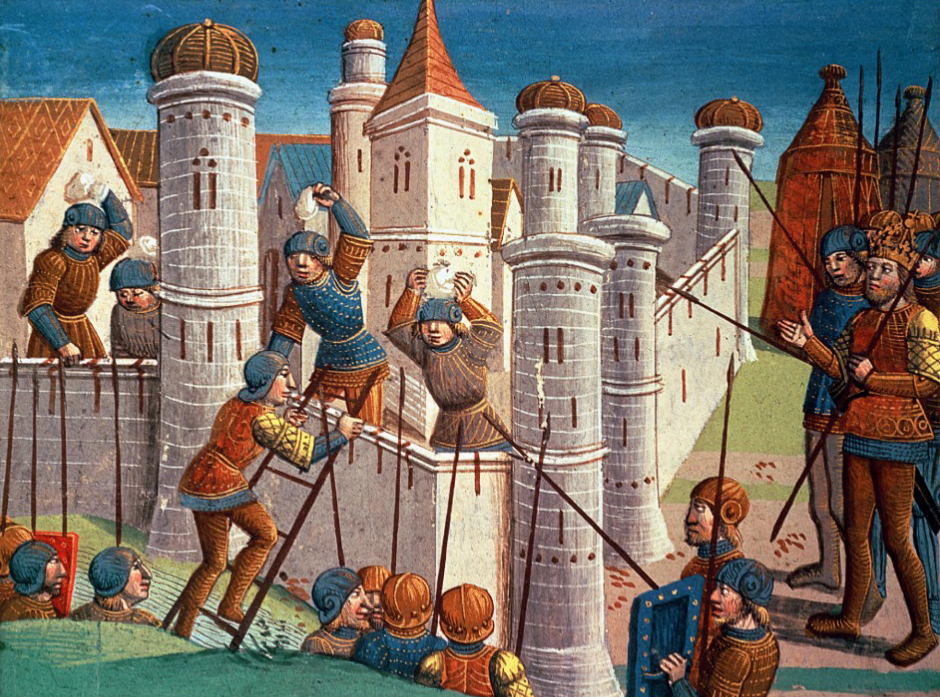
Una città medievale sotto assedio

Tra la metà di novembre e la fine di febbraio Edoardo fece diversi tentativi di aprire una breccia nelle mura con trabucchi o cannoni e di prendere d'assalto la città, sia dalla terra che dal mare: tutti fallirono. Durante l'inverno i francesi fecero grandi sforzi per potenziare le proprie risorse navali. Ciò includeva galee francesi e mercenarie italiane e navi mercantili francesi, molte adattate per uso militare. Nei mesi di marzo e aprile, oltre 1000 tonnellate dei rifornimenti arrivarono a Calais senza opposizione. Filippo tentò di scendere in campo alla fine di aprile, ma la capacità dei francesi di radunare tempestivamente il proprio esercito non era migliorata dall'autunno e a luglio non si era ancora completamente radunato. Le tasse si rivelarono sempre più difficili da riscuotere. Diversi nobili francesi valutarono l'idea di trasferire la loro fedeltà a Edoardo. In aprile e maggio si verificarono combattimenti inconcludenti: i francesi tentarono, senza riuscirci, di tagliare la via di rifornimento inglese alle Fiandre, gli inglesi tentarono, senza riuscirci, di catturare Saint-Omer e Lille. A giugno i francesi tentarono di proteggere il proprio fianco lanciando un'importante offensiva contro i fiamminghi; questo fu sconfitto a Cassel.
Alla fine di aprile gli inglesi stabilirono una fortificazione all'estremità della lingua di sabbia a nord di Calais, che consentì loro di controllare l'ingresso al porto. A maggio, giugno e luglio i francesi tentarono di forzare il passaggio dei convogli, senza successo. Il 25 giugno il comandante della guarnigione di Calais scrisse a Filippo dicendogli che il cibo era esaurito e suggerendo che avrebbero potuto ricorrere al cannibalismo. Nonostante le crescenti difficoltà finanziarie, gli inglesi rafforzarono costantemente il loro esercito fino al 1347, raggiungendo un picco di 32.000 effettivi. Oltre 20.000 fiamminghi furono radunati a meno di un giorno di marcia da Calais. 24.000 marinai, su un totale di 853 navi supportarono questa forza.  Il 17 luglio Filippo guidò l'esercito francese a nord. Avvisato di ciò, Edoardo chiamò i fiamminghi a Calais. Il 27 luglio i francesi arrivarono in vista della città, 6 miglia (10 km) di distanza. Il loro esercito era composto da 15.000 a 20.000 uomini; un terzo delle dimensioni degli inglesi, che avevano preparato terrapieni e palizzate lungo ogni approccio. Essendo chiaramente inattaccabile la posizione inglese, Filippo ammise finalmente in udienza i cardinali del Papa. A loro volta organizzarono dei colloqui, ma dopo quattro giorni di discussioni questi non portarono a nulla. Il 1º agosto la guarnigione di Calais, dopo aver osservato per una settimana l'esercito francese apparentemente a portata di mano, segnalò che era sul punto di arrendersi. Quella notte l'esercito francese si ritirò.
Il 3 agosto 1347 Calais si arrese. L'intera popolazione francese fu espulsa. All'interno della città è stata trovata una grande quantità di bottino. Edoardo ripopolò la città con inglesi e alcuni fiamminghi. Calais fu vitale per lo sforzo dell'Inghilterra contro i francesi nel resto della guerra, poiché era ritenuto pressoché impossibile sbarcare una forza significativa senza un porto amico. Permetteva anche di avere un luogo dove fare accumulo di rifornimenti e materiale prima di una campagna. Fu rapidamente costruito un anello di consistenti fortificazioni a difesa degli accessi a Calais, che segnavano il confine di un'area conosciuta come Pale di Calais. La città aveva una guarnigione permanente estremamente numerosa di 1.400 uomini, praticamente un piccolo esercito, sotto il comando generale del Capitano di Calais. Edoardo concesse a Calais numerose concessioni e privilegi commerciali e divenne il principale porto d'ingresso per le esportazioni inglesi nel continente, posizione che mantiene tuttora. Il periodo della chevauchée, dallo sbarco in Normandia alla caduta di Calais, divenne noto come l'annus mirabilis di Edoardo III.

## Conseguenze
Non appena Calais era capitolata, Edoardo ripagò gran parte del suo esercito e liberò i suoi alleati fiamminghi. Diverse migliaia di grazie sono state concesse ai criminali al termine del loro servizio militare. Filippo a sua volta sciolse l'esercito francese. Edoardo lanciò prontamente forti incursioni fino a 30 miglia (48 km) in territorio francese. Filippo tentò di richiamare il suo esercito, fissando la data del 1º settembre, ma incontrò gravi difficoltà. Il suo tesoro era esaurito e le tasse per la guerra dovettero essere riscosse in molti luoghi con la forza. Nonostante queste esigenze, non arrivò liquidità pronta. L'esercito francese mal vedeva ulteriori conflitti e Filippo si ridusse a minacciare di confiscare le proprietà dei nobili che si rifiutavano di radunarsi. Posticipò di un mese la data in cui avrebbe dovuto riunire il suo esercito. Anche Edoardo ebbe difficoltà a raccogliere fondi, in parte a causa della tempistica inaspettata della necessità; impiegò misure draconiane, estremamente impopolari. Gli inglesi subirono anche due battute d'arresto: una grande incursione fu sbaragliata dalla guarnigione francese di Saint-Omer; e un convoglio di rifornimenti in rotta verso Calais fu catturato dai predoni francesi di Boulogne. I cardinali in qualità di emissari papali trovarono ascoltatori disponibili a settembre e il 28 fu concordata una tregua, nota come tregua di Calais.
Si ritiene che la tregua abbia favorito maggiormente gli inglesi. Per tutta la sua durata gli inglesi confermarono il possesso delle loro estese conquiste territoriali in Francia e Scozia; fu confermata l'indipendenza di fatto dei fiamminghi, e a Filippo fu impedito di punire quei nobili francesi che avevano cospirato, o anche combattuto contro di lui. Edoardo era così apprezzato in tutta Europa alla luce della sua chevauchée che gli fu offerta la corona del Sacro Romano Impero da un gruppo di elettori; Edoardo rifiutò.
Poco dopo fu concordata la tregua di Calais; durò nove mesi fino al 7 luglio 1348, ma venne ampliato più volte nel corso degli anni fino a quando venne formalmente accantonato nel 1355. La tregua non arrestò gli scontri navali in corso tra le due nazioni né i combattimenti in Guascogna e Bretagna. La guerra su larga scala riprese nel 1355 per continuare fino al 1360, quando terminò col Trattato di Brétigny. Lo storico Clifford Rogers descrive così:
Calais fu infine perduta dalla monarca inglese Maria I, a seguito dell'assedio del 1558. La caduta di Calais segnò la fine dell'ultimo possedimento inglese in terra francese.